# Lista de episódios de Sin senos sí hay paraíso
A seguir se apresenta a lista de episódios de Sin senos sí hay paraíso (conhecida como El final del paraíso em sua quarta temporada), uma telenovela produzida pela Telemundo em parceria com a Fox Telecolombia, sendo dividida por temporadas.

## Resumo
| Temporada | Temporada | Episódios | Exibição original    | Exibição original      |
| Temporada | Temporada | Episódios | Estreia da temporada | Final da temporada     |
| --------- | --------- | --------- | -------------------- | ---------------------- |
|           | 1         | 90        | 19 de julho de 2016  | 28 de novembro de 2016 |
|           | 2         | 87        | 25 de julho de 2017  | 28 de novembro de 2017 |
|           | 3         | 63        | 12 de junho de 2018  | 10 de setembro de 2018 |
|           | 4         | 82        | 13 de agosto de 2019 | 9 de dezembro de 2019  |

## Lista de episódios

### 1ª temporada (2016)
| N.º na série | N.º na temp. | Título                                | Exibição original      | Audiência (milhões) |
| ------------ | ------------ | ------------------------------------- | ---------------------- | ------------------- |
| 1            | 1            | "Nace Catalina chica"                 | 19 de julho de 2016    | 2.47                |
| 2            | 2            | "Catalina ama a Hernán"               | 20 de julho de 2016    | N/A                 |
| 3            | 3            | "Arrestan a la familia de Catalina"   | 21 de julho de 2016    | N/A                 |
| 4            | 4            | "Catalina sufre torturas"             | 22 de julho de 2016    | N/A                 |
| 5            | 5            | "Catalina trata de escapar"           | 25 de julho de 2016    | N/A                 |
| 6            | 6            | "Catalina saca las uñas"              | 26 de julho de 2016    | N/A                 |
| 7            | 7            | "Nachito le vende el alma al diablo"  | 27 de julho de 2016    | N/A                 |
| 8            | 8            | "Catalina queda libre"                | 28 de julho de 2016    | N/A                 |
| 9            | 9            | "Catalina jura vengarse"              | 29 de julho de 2016    | N/A                 |
| 10           | 10           | "Catalina amenaza a Daniela"          | 1 de agosto de 2016    | N/A                 |
| 11           | 11           | "Catalina hace negocio con Martina"   | 2 de agosto de 2016    | N/A                 |
| 12           | 12           | "Catalina culpa a sus padres"         | 3 de agosto de 2016    | N/A                 |
| 13           | 13           | "Nachito ruega por su vida"           | 4 de agosto de 2016    | N/A                 |
| 14           | 14           | "La Diabla amenaza a Nachito"         | 5 de agosto de 2016    | N/A                 |
| 15           | 15           | "Nachito dice que ama a Daniela"      | 8 de agosto de 2016    | N/A                 |
| 16           | 16           | "Nachito no quiere ser un matón"      | 9 de agosto de 2016    | N/A                 |
| 17           | 17           | "Daniela ayuda a Nacho a escapar"     | 10 de agosto de 2016   | N/A                 |
| 18           | 18           | "Catalina se deja regalar"            | 11 de agosto de 2016   | N/A                 |
| 19           | 19           | "Albeiro acepta ir a la cita secreta" | 12 de agosto de 2016   | N/A                 |
| 20           | 20           | "Hilda y Albeiro se unen a Marcial"   | 15 de agosto de 2016   | N/A                 |
| 21           | 21           | "Nachito acepta matar al coronel"     | 16 de agosto de 2016   | N/A                 |
| 22           | 22           | "Nachito listo para ser un asesino"   | 17 de agosto de 2016   | 1.73                |
| 23           | 23           | "Nachito da un paso irreversible"     | 18 de agosto de 2016   | N/A                 |
| 24           | 24           | "Catalina, en la boca del lobo"       | 19 de agosto de 2016   | 1.49                |
| 25           | 25           | "La Diabla aloja a Nachito"           | 22 de agosto de 2016   | 1.69                |
| 26           | 26           | "Catalina conoce una dura verdad"     | 23 de agosto de 2016   | 1.67                |
| 27           | 27           | "Catalina habla con Pelambre"         | 24 de agosto de 2016   | 1.58                |
| 28           | 28           | "Lucía corre peligro"                 | 26 de agosto de 2016   | 1.47                |
| 29           | 29           | "Catalina acorralada"                 | 29 de agosto de 2016   | 1.44                |
| 30           | 30           | "Pelambre se cobra venganza"          | 30 de agosto de 2016   | 1.81                |
| 31           | 31           | "¿Logrará Nachito ver a Catalina?"    | 31 de agosto de 2016   | 1.77                |
| 32           | 32           | "Catalina, la grande estaría viva"    | 1 de setembro de 2016  | N/A                 |
| 33           | 33           | "Catalina secuestrada"                | 5 de setembro de 2016  | 1.52                |
| 34           | 34           | "Marcial secuestra a su hija"         | 6 de setembro de 2016  | 1.76                |
| 35           | 35           | "Una nueva Catalina"                  | 7 de setembro de 2016  | 1.81                |
| 36           | 36           | "Catalina jura vengarse"              | 8 de setembro de 2016  | 1.79                |
| 37           | 37           | "Demandan a La Diabla"                | 9 de setembro de 2016  | 1.64                |
| 38           | 38           | "Llega El Titi"                       | 12 de setembro de 2016 | 1.68                |
| 39           | 39           | "Catalina enfrenta su realidad"       | 13 de setembro de 2016 | N/A                 |
| 40           | 40           | "La Diabla está obsesionada"          | 14 de setembro de 2016 | 1.81                |
| 41           | 41           | "Catalina pide ayuda"                 | 15 de setembro de 2016 | 1.74                |
| 42           | 42           | "Desesperada búsqueda"                | 16 de setembro de 2016 | N/A                 |
| 43           | 43           | "Pacto malvado"                       | 19 de setembro de 2016 | 1.89                |
| 44           | 44           | "Inocencia perdida"                   | 20 de setembro de 2016 | N/A                 |
| 45           | 45           | "Plan de fuga"                        | 21 de setembro de 2016 | 1.72                |
| 46           | 46           | "Catalina ya es una prepago"          | 22 de setembro de 2016 | 1.85                |
| 47           | 47           | "Catalina se cotiza"                  | 23 de setembro de 2016 | 1.83                |
| 48           | 48           | "Catalina se salva en la raya"        | 27 de setembro de 2016 | 1.95                |
| 49           | 49           | "Duro golpe para Nachito"             | 28 de setembro de 2016 | 1.85                |
| 50           | 50           | "Daniela alerta a La Diabla"          | 29 de setembro de 2016 | 1.96                |
| 51           | 51           | "Daniela, dispuesta a todo"           | 30 de setembro de 2016 | 1.84                |
| 52           | 52           | "Atacan a La Diabla"                  | 3 de outubro de 2016   | 1.99                |
| 53           | 53           | "La Diabla juega con la muerte"       | 4 de outubro de 2016   | 1.87                |
| 54           | 54           | "Catalina encuentra el botín"         | 5 de outubro de 2016   | 1.91                |
| 55           | 55           | "El engaño es oficial"                | 7 de outubro de 2016   | N/A                 |
| 56           | 56           | "Catalina desespera"                  | 10 de outubro de 2016  | 1.80                |
| 57           | 57           | "La decepción de Albeiro"             | 11 de outubro de 2016  | 1.86                |
| 58           | 58           | "A prueba de fuego"                   | 12 de outubro de 2016  | 1.79                |
| 59           | 59           | "Encuentro frustrado"                 | 13 de outubro de 2016  | 1.81                |
| 60           | 60           | "Último adiós interrumpido"           | 14 de outubro de 2016  | 1.69                |
| 61           | 61           | "Muertes por encargo"                 | 17 de outubro de 2016  | 1.75                |
| 62           | 62           | "Valioso secreto"                     | 18 de outubro de 2016  | 1.99                |
| 63           | 63           | "Ejército contra el miedo"            | 20 de outubro de 2016  | 1.80                |
| 64           | 64           | "Oportunidad de oro"                  | 21 de outubro de 2016  | 1.61                |
| 65           | 65           | "Trato hecho"                         | 24 de outubro de 2016  | N/A                 |
| 66           | 66           | "La Diabla se quiebra"                | 25 de outubro de 2016  | 1.78                |
| 67           | 67           | "Atentado"                            | 26 de outubro de 2016  | 1.82                |
| 68           | 68           | "Siniestra solución"                  | 27 de outubro de 2016  | 1.99                |
| 69           | 69           | "Lesbianas"                           | 28 de outubro de 2016  | 1.64                |
| 70           | 70           | "Compras nerviosas"                   | 31 de outubro de 2016  | 1.64                |
| 71           | 71           | "Lista para matar"                    | 1 de novembro de 2016  | 1.87                |
| 72           | 72           | "Emboscada apasionada"                | 2 de novembro de 2016  | 1.83                |
| 73           | 73           | "Mente criminal"                      | 3 de novembro de 2016  | 1.86                |
| 74           | 74           | "Por fin juntos"                      | 4 de novembro de 2016  | 1.76                |
| 75           | 75           | "Ver para creer"                      | 7 de novembro de 2016  | 1.85                |
| 76           | 76           | "Ser narco, un arte"                  | 9 de novembro de 2016  | 1.90                |
| 77           | 77           | "Misión cementerio"                   | 10 de novembro de 2016 | 1.78                |
| 78           | 78           | "Robo frustrado"                      | 11 de novembro de 2016 | 1.70                |
| 79           | 79           | "Puro coraje"                         | 14 de novembro de 2016 | 1.99                |
| 80           | 80           | "Diabólico"                           | 16 de novembro de 2016 | 1.94                |
| 81           | 81           | "Matón desenfrenado"                  | 17 de novembro de 2016 | 1.73                |
| 82           | 82           | "Amor eterno"                         | 18 de novembro de 2016 | N/A                 |
| 83           | 83           | "Albeiro concede"                     | 21 de novembro de 2016 | N/A                 |
| 84           | 84           | "Desenterrar la verdad"               | 22 de novembro de 2016 | 2.00                |
| 85           | 85           | "Prueba contundente"                  | 23 de novembro de 2016 | 1.77                |
| 86           | 86           | "Prisión y muerte"                    | 24 de novembro de 2016 | 1.16                |
| 87           | 87           | "Objetivo en marcha"                  | 25 de novembro de 2016 | 1.80                |
| 88           | 88           | "Matones al acecho"                   | 28 de novembro de 2016 | N/A                 |
| 89           | 89           | "La vida en un hilo"                  | 28 de novembro de 2016 | N/A                 |
| 90           | 90           | "Terrible sorpresa"                   | 28 de novembro de 2016 | N/A                 |

### 2ª temporada (2017)
| N.º na série | N.º na temp. | Título                             | Exibição original      | Audiência (milhões) |
| ------------ | ------------ | ---------------------------------- | ---------------------- | ------------------- |
| 91           | 1            | "Catalina la sobreviviente"        | 25 de julho de 2017    | 1.83                |
| 92           | 2            | "Nace Virginia Fernández"          | 26 de julho de 2017    | 1.85                |
| 93           | 3            | "Catalina se une a la TEA"         | 27 de julho de 2017    | 1.65                |
| 94           | 4            | "Virginia escribe su destino"      | 28 de julho de 2017    | 1.47                |
| 95           | 5            | "Veinte años después"              | 31 de julho de 2017    | 1.54                |
| 96           | 6            | "Dulce justicia"                   | 1 de agosto de 2017    | 1.66                |
| 97           | 7            | "El que las hace, las paga"        | 2 de agosto de 2017    | 1.66                |
| 98           | 8            | "Entre suspicacias y trampas"      | 3 de agosto de 2017    | 1.59                |
| 99           | 9            | "La nueva misión de Virginia"      | 4 de agosto de 2017    | 1.31                |
| 100          | 10           | "El momento de la verdad"          | 7 de agosto de 2017    | 1.80                |
| 101          | 11           | "Negocios entre enemigas"          | 8 de agosto de 2017    | 1.74                |
| 102          | 12           | "Pasaporte a la libertad"          | 9 de agosto de 2017    | 1.63                |
| 103          | 13           | "Estrategia amorosa"               | 10 de agosto de 2017   | 1.79                |
| 104          | 14           | "Una chica mala"                   | 11 de agosto de 2017   | 1.58                |
| 105          | 15           | "La Diabla en control"             | 14 de agosto de 2017   | 1.59                |
| 106          | 16           | "Amenaza de muerte"                | 15 de agosto de 2017   | 1.64                |
| 107          | 17           | "Tumba vacía"                      | 16 de agosto de 2017   | 1.70                |
| 108          | 18           | "Sentimientos encontrados"         | 17 de agosto de 2017   | 1.60                |
| 109          | 19           | "Fuga en marcha"                   | 18 de agosto de 2017   | 1.48                |
| 110          | 20           | "Reencuentro electrizante"         | 21 de agosto de 2017   | 1.88                |
| 111          | 21           | "Sorpresa para Hilda"              | 22 de agosto de 2017   | 1.89                |
| 112          | 22           | "La Diabla suelta"                 | 23 de agosto de 2017   | 1.73                |
| 113          | 23           | "Un secreto llega a su fin"        | 25 de agosto de 2017   | 1.59                |
| 114          | 24           | "Pérdida de memoria"               | 28 de agosto de 2017   | 1.84                |
| 115          | 25           | "Hilda, fuera de sus cabales"      | 29 de agosto de 2017   | 1.80                |
| 116          | 26           | "De vuelta a Colombia"             | 30 de agosto de 2017   | 1.69                |
| 117          | 27           | "Blanco equivocado"                | 31 de agosto de 2017   | 1.73                |
| 118          | 28           | "Catalina en su terreno"           | 1 de setembro de 2017  | 1.43                |
| 119          | 29           | "Las Catalinas se conocen"         | 4 de setembro de 2017  | 1.77                |
| 120          | 30           | "Reencuentros y despedidas"        | 6 de setembro de 2017  | 2.01                |
| 121          | 31           | "El dolor de El Titi"              | 7 de setembro de 2017  | 1.80                |
| 122          | 32           | "Recuerdos con Marcial"            | 8 de setembro de 2017  | 1.54                |
| 123          | 33           | "Hilda, a la defensiva"            | 11 de setembro de 2017 | 1.74                |
| 124          | 34           | "Las Diablas tocan fondo"          | 12 de setembro de 2017 | 1.79                |
| 125          | 35           | "Daniela se confiesa"              | 13 de setembro de 2017 | 1.69                |
| 126          | 36           | "Mariana sin límites"              | 14 de setembro de 2017 | 1.60                |
| 127          | 37           | "Estrategia de la TEA"             | 15 de setembro de 2017 | 1.48                |
| 128          | 38           | "Las fichas de La Diabla"          | 18 de setembro de 2017 | 1.61                |
| 129          | 39           | "Lección de madre"                 | 19 de setembro de 2017 | 1.67                |
| 130          | 40           | "Traición de socios"               | 20 de setembro de 2017 | 1.66                |
| 131          | 41           | "Pensamientos fuera de lugar"      | 21 de setembro de 2017 | 1.63                |
| 132          | 42           | "Cambio de planes"                 | 22 de setembro de 2017 | 1.43                |
| 133          | 43           | "El pasado revive"                 | 25 de setembro de 2017 | 1.64                |
| 134          | 44           | "Se reavivan los sentimientos"     | 26 de setembro de 2017 | 1.70                |
| 135          | 45           | "Mariana, un ser sin alma"         | 27 de setembro de 2017 | 1.93                |
| 136          | 46           | "Corazón partido"                  | 28 de setembro de 2017 | 1.81                |
| 137          | 47           | "El Titi, deslumbrado"             | 29 de setembro de 2017 | 1.76                |
| 138          | 48           | "Virginia se la juega"             | 2 de outubro de 2017   | 1.78                |
| 139          | 49           | "El dominio de Virginia"           | 3 de outubro de 2017   | 1.85                |
| 140          | 50           | "El Titi a punto de caer"          | 4 de outubro de 2017   | 1.74                |
| 141          | 51           | "Virginia bajo sospecha"           | 5 de outubro de 2017   | 1.74                |
| 142          | 52           | "¿Una trampa de Martín?"           | 6 de outubro de 2017   | N/A                 |
| 143          | 53           | "Propósitos perversos"             | 9 de outubro de 2017   | 1.70                |
| 144          | 54           | "Virginia en graves problemas"     | 11 de outubro de 2017  | 1.79                |
| 145          | 55           | "Plan de seducción"                | 12 de outubro de 2017  | 1.76                |
| 146          | 56           | "Intento de fuga"                  | 13 de outubro de 2017  | N/A                 |
| 147          | 57           | "La maldad a flor de piel"         | 16 de outubro de 2017  | 1.80                |
| 148          | 58           | "Misión imposible"                 | 17 de outubro de 2017  | N/A                 |
| 149          | 59           | "La astucia de Mariana"            | 18 de outubro de 2017  | 1.67                |
| 150          | 60           | "La otra cara de Hilda"            | 19 de outubro de 2017  | 1.77                |
| 151          | 61           | "Espías al acecho"                 | 20 de outubro de 2017  | 1.56                |
| 152          | 62           | "Una fría despedida"               | 23 de outubro de 2017  | N/A                 |
| 153          | 63           | "El Titi las paga"                 | 24 de outubro de 2017  | N/A                 |
| 154          | 64           | "Madre angustiada"                 | 25 de outubro de 2017  | N/A                 |
| 155          | 65           | "Rescate sangriento"               | 27 de outubro de 2017  | 1.60                |
| 156          | 66           | "Furia desatada"                   | 30 de outubro de 2017  | 1.87                |
| 157          | 67           | "Terreno desconocido"              | 31 de outubro de 2017  | N/A                 |
| 158          | 68           | "La Diabla arma su ejército"       | 1 de novembro de 2017  | 1.70                |
| 159          | 69           | "El juego de La Diabla"            | 2 de novembro de 2017  | 2.03                |
| 160          | 70           | "Adolescente perdida"              | 3 de novembro de 2017  | 1.62                |
| 161          | 71           | "Una rebelde e ingenua"            | 6 de novembro de 2017  | 2.11                |
| 162          | 72           | "Marina entra en trance"           | 7 de novembro de 2017  | 1.83                |
| 163          | 73           | "La realidad de Mariana"           | 8 de novembro de 2017  | 1.73                |
| 164          | 74           | "La Diabla en la gloria"           | 9 de novembro de 2017  | 1.67                |
| 165          | 75           | "La Diabla utiliza la magia negra" | 10 de novembro de 2017 | 1.59                |
| 166          | 76           | "El rescate de Albeiro e Hilda"    | 13 de novembro de 2017 | 1.71                |
| 167          | 77           | "Maquinación"                      | 14 de novembro de 2017 | 1.92                |
| 168          | 78           | "El Titi prepara un agasajo"       | 15 de novembro de 2017 | 1.63                |
| 169          | 79           | "Conjuros y rituales"              | 16 de novembro de 2017 | 1.51                |
| 170          | 80           | "El sufrimiento y la furia"        | 17 de novembro de 2017 | 1.67                |
| 171          | 81           | "El coraje de una madre"           | 20 de novembro de 2017 | 1.65                |
| 172          | 82           | "La otra cara de Chalo"            | 21 de novembro de 2017 | 1.64                |
| 173          | 83           | "Maleficio"                        | 22 de novembro de 2017 | 1.70                |
| 174          | 84           | "Morbosa obsesión"                 | 23 de novembro de 2017 | 1.03                |
| 175          | 85           | "Bajo el efecto del hechizo"       | 24 de novembro de 2017 | 1.44                |
| 176          | 86           | "Malas influencias"                | 27 de novembro de 2017 | 1.78                |
| 177          | 87           | "La corona tiene precio"           | 28 de novembro de 2017 | 2.03                |